# Леви, Елена Ивановна
Елена Ивановна Леви (21 мая 1903, Петрозаводск — 1 апреля 1996, Москва) — советский археолог, скифолог, кандидат исторических наук, научный сотрудник Государственной академии истории материальной культуры АН СССР, специалист по античной археологии Северного Причерноморья, взаимоотношениям греков и варваров в Северном Причерноморье.

## Биография
Родилась в 1903 году в Петрозаводске в семье присяжного поверенного Ивана Ивановича Леви. Мать, Любовь Ивановна Леви (Румянцева) была домохозяйкой, воспитывала пятерых детей. В 1914 году Е. И. Леви поступила в Мариинскую женскую гимназию в Петрозаводске. В 1919 году семья переехала в году Петроград. Е. И. Леви училась в 101-й Советской школе (бывшая Стоюнинская гимназия). В 1921 году поступила в Петроградский университет на факультет Общественных наук. Обучалась по музейному циклу, специализировалась на античном искусстве. В 1925 году принята в ГАИМК, в Разряд греко-римского искусства, возглавляемый Б. В. Фармаковским. В 1926—1927 годах работала практиканткой в Музее Академии художеств, в 1928 году — в Центральной библиотеке Политпросвета. В 1929 году окончательно перешла в штат ГАИМК на должность научно-технического сотрудника Разряда колоний Северного Причерноморья. С 1932 года — младший научный сотрудник, в 1933 году была вынуждена подрабатывать в библиотеке Комбината промкооперации им. В. М. Молотова.
С 1926 года участвовала в полевых археологических работах в Северном Причерноморье. В 1931 году — на Таманском городище, в 1934 — в Мирмекии.
В 1935 году вышла замуж за Александра Николаевича Карасёва. В 1939 году родился сын Виталий. В 1940 году в связи с опозданием на работу на 2 часа предстала перед судом. На основании указа Президиума Верховного Совета СССР от 26 апреля 1940 года об ужесточении трудовой дисциплины была понижена в должности до лаборанта. Во время блокады Ленинграда семья оставалась в городе до июня 1942 года, затем была эвакуирована в Казань. Е. И. Леви переехала в Комсомольск Саратовской области, в 1943 году — в Ташкент. В 1945 году вернулась в Ленинград. В 1946 году награждена медалью «За доблестный труд в Великой Отечественной войне».
В 1946 году защитила кандидатскую диссертацию «Гераклея Понтийская». Работала в должности старшего научного сотрудника.
С 1956 по 1973 год руководила Ленинградским отрядом Ольвийской археологической экспедиции.

## Научная деятельность
Сфера научных интересов — проблемы, связанные с изучением жилых домов и виноделен Ольвии, техники строительного дела древней Греции, эпиграфика Ольвии и Херсонеса, античная колонизация Южного Причерноморья.
По словам Ю. А. Виноградова, Е. И. Леви — «специалистка, вышедшая из школы Б. В. Фармаковского и почти всю свою жизнь отдавшая изучению Ольвии, она стала классиком еще при жизни». Большинство ее трудов посвящены археологии Ольвии, на раскопах которой археолог провела порядка сорока сезонов.
В итоговой монографии «Ольвия: Город эпохи эллинизма» (1985) на основе археологических источников рассматривается городская архитектура одной из важнейших греческих колоний в Северном Причерноморье. Автор останавливается на оборонительных сооружениях, сложенных из плит большого размера. По мнению Е. И. Леви, проведение строительных работ такого существенного объема предполагало использование рабской силы в IV—III вв. до н. э. в каменоломнях и на самом строительстве оборонительных сооружений. О прогрессе строительной техники говорит использование слоевых фундаментов и облицовочной кладки. Во второй половине II в. до н. э. начался экономический и политический упадок, в результате чего во II в. до н. э. от строительства новых стен и башен уже отказались, а в I в. до н. э. город не смог противостоять гетам. Исследователь уделяет внимание жилым кварталам Ольвии: анализ застройки говорит о том, что в III в. до н. э. город еще активно развивается, а уже во II в. до н. э. начинается упадок, отразившийся и на строительной технике. Описываются общественные сооружения теменоса и агоры. Автор приходит к выводу, что планировка агоры свидетельствует о ее торговом характере в эллинистическое время и расчет на торговые отношения не только внутри города, но и с окрестными поселениями. Е. И. Леви описывает городское хозяйство Ольвии — поддержание чистоты улиц и площадей города, черепную вымостку общественных мест, водоснабжение (попечение об источниках, имевшее и бытовое, и оборонительное значение).

## Основные труды
- Привозная греческая керамика из раскопок Ольвии в 1935 и 1936 годах // Ольвия. 1940. Вып. 1. С. 105—127.
- Терракотовая аттическая головка, найденная в Ольвии // СА. 1941. Вып. 7. С. 308—317.
- К вопросу о датировке Херсонесской присяги // СА. 1947. Вып. 9. С. 89-100.
- Ольвийский декрет из раскопок 1949 году // ВДИ. 1951. № 1. С. 142—149.
- Итоги Ольвийской экспедиции // КСИИМК. 1951. Вып. 37. С. 173—184.
- Новая ольвийская надпись из раскопок 1951 году // ВДИ. 1953. № 1. С. 177—183.
- К вопросу об Ольвийской агоре // СА. 1954. Т. 21. C. 319—342.
- Дома античных городов Северного Причерноморья // Античные города Северного Причерноморья. М.-Л., 1955. (соавт. Карасев А. Н.)
- Ольвийская агора // Ольвия и Нижнее Побужье в античную эпоху. М.; Л.: Изд-во АН СССР, 1956. С. 35-118 (МИА. № 50).
- Ольвийская агора (по раскопкам 1946—1957 годах) // СА. 1958. № 4. С. 127—143. (соавт. Карасев А. Н.)
- К истории торговли Ольвии в IV—III вв. до н. э. (по эпиграфическим памятникам агоры) // СА. 1958. Т. 28. С. 234—247.
- Итоги раскопок ольвийского теменоса и агоры (1951—1960 годах) // Ольвия: Теменос и агора. М.; Л.: Изд-во АН СССР, 1964. С. 5-26.
- Керамический комплекс III—II вв. до н. э. из раскопок ольвийской агоры // Ольвия: Теменос и агора. М.; Л.: Изд-во АН СССР, 1964. С. 225—280.
- Материалы ольвийского теменоса (Общая характеристика) // Ольвия: Теменос и агора. М.; Л.: Изд-во АН СССР, 1964. С. 131—174.
- Ольвийская надпись с посвящением Аполлону Врачу // ВДИ. 1965. № 2. С. 86-95.
- Работы Ольвийской экспедиции ЛОИА в 1960—1962 годах // КСИА. 1965. Вып. 103. С. 80-93. (соавт. Карасев А. Н.)
- К вопросу о культе Аполлона Дельфиния в Ольвии // Культура античного мира. М.: Наука, 1966. С. 124—130.
- Терракоты из Ольвии // Терракоты Северного Причерноморья. М.: Наука, 1970. С. 33-49 (САИ. Вып. Г1-11).
- Раскопки Ольвийской агоры в 1970 году // КСИА. 1975. Вып. 143. С. 11-20. (соавт. Карасев А. Н.)
- Ольвия: Город эпохи эллинизма. Л.: Наука, Ленингр. отд-ние, 1985. 152 с.